# شکیل دلوس
شکیل دلوس (انگلیسی: Shaquil Delos؛ زادهٔ ۱۶ ژوئن ۱۹۹۹) بازیکن فوتبال اهل فرانسه است که در پست مدافع بازی می‌کند.
از باشگاه‌هایی که در آن بازی کرده‌است می‌توان به باشگاه فوتبال نانسیاشاره کرد.